# Dune (2021)
Dune is een Amerikaanse sciencefictionfilm uit 2021, onder regie van Denis Villeneuve. De film is gebaseerd op de gelijknamige roman van auteur Frank Herbert. De hoofdrollen worden vertolkt door Timothée Chalamet, Rebecca Ferguson, Oscar Isaac, Josh Brolin, Stellan Skarsgård, Dave Bautista, Stephen McKinley Henderson, Zendaya, Chang Chen, Sharon Duncan-Brewster, Charlotte Rampling, Jason Momoa en Javier Bardem. De film ging in première op 3 september 2021 op het Filmfestival van Venetië.
De film won op de 94ste Oscaruitreiking zes Oscars (Academy Awards): beste filmmuziek, beste camerawerk, beste montage, beste geluid, beste productieontwerp en beste visuele effecten.

## Verhaal
Paul Atreides is de erfgenaam van het Huis Atreides. Hij staat op het punt om met zijn familie de planeet Caladan te verlaten voor Arrakis, een woestijnplaneet die ook bekend staat als Dune (Nederlands: Duin). De nieuwe planeet is rijk aan melange, dat meestal the spice (Nederlands: de specerij) genoemd wordt. De unieke drug met levensverlengende, geestverruimende en soms dodelijke krachten wordt beschouwd als het meest waardevolle goed in het hele universum.

## Rolverdeling
| Acteur                 | Personage               |
| ---------------------- | ----------------------- |
| Timothée Chalamet      | Paul Atreides           |
| Rebecca Ferguson       | Vrouwe Jessica          |
| Oscar Isaac            | Leto Atreides I         |
| Stellan Skarsgård      | Baron Harkonnen         |
| Javier Bardem          | Stilgar                 |
| Josh Brolin            | Gurney Halleck          |
| Dave Bautista          | Glossu Rabban Harkonnen |
| Charlotte Rampling     | Eerwaarde Moeder Mohiam |
| Zendaya                | Chani                   |
| Jason Momoa            | Duncan Idaho            |
| David Dastmalchian     | Piter De Vries          |
| Chang Chen             | Dr. Wellington Yueh     |
| Stephen Henderson      | Thufir Hawat            |
| Sharon Duncan-Brewster | Dr. Liet Kynes          |

## Voorgeschiedenis
Auteur Frank Herbert bracht in 1965 de sciencefictionroman Dune (Nederlands: Duin) uit. Tot aan zijn dood in 1986 breidde hij het boek uit tot een zesdelige reeks, getiteld de Dune Saga. Na zijn dood werd de reeks door zijn zoon Brian Herbert en sciencefictionauteur Kevin J. Anderson verdergezet. De lijvige roman van Herbert kreeg in de loop der jaren de reputatie onverfilmbaar te zijn.
In 1971 kocht Arthur P. Jacobs de rechten op het boek. De producent, die enkele jaren eerder Planet of the Apes (1968) had verfilmd, liet verschillende scenaristen aan een script werken en stelde het project zonder succes voor aan Britse regisseurs als David Lean en Charles Jarrott.
Na Jacobs' dood in 1973 belandden de rechten bij Alejandro Jodorowsky. De Chileense filmmaker benaderde uiteenlopende artiesten als Pink Floyd, Orson Welles, Salvador Dalí en Douglas Trumbull om zijn ambitieuze visie naar het witte doek te vertalen, maar het project werd om financiële redenen nooit voltooid. Jodorowsky's poging om het boek te verfilmen vormde later de basis voor de documentaire Jodorowsky's Dune (2013). In de loop der jaren werden heel wat sciencefictionfilms door zowel Herberts literair werk als Jodorowsky's geplande verfilming geïnspireerd. Onder meer Star Wars (1977) bevat elementen die in Dune geïntroduceerd werden.
In 1984 liet producent Dino de Laurentiis het boek verfilmen door regisseur David Lynch en met Kyle MacLachlan als hoofdrolspeler. De sciencefictionfilm werd een financiële flop en wordt regelmatig beschouwd als een van Lynch' minst succesvolle films.
In 2000 werd het boek door de Amerikaanse zender Syfy tot een driedelige miniserie omgevormd. De reeks, getiteld Frank Herbert's Dune, werd bekroond met twee Emmy Awards. Drie jaar later kreeg de reeks met Frank Herbert's Children of Dune een vervolg. In beide series werd de protagonist vertolkt door Alec Newman.
In 2008 raakte bekend dat Paramount Pictures plannen had om Dune te verfilmen in samenwerking met regisseur Peter Berg. Berg haakte in oktober 2009 af en werd in januari 2010 vervangen door regisseur Pierre Morel. In maart 2011 werd het project stopgezet door Paramount.

## Productie

### Ontwikkeling
In januari 2016 kwam Legendary Entertainment in handen van het Chinees multinationaal conglomeraat Wanda Group. In de hoop een rol te kunnen spelen in de wereldwijde filmindustrie trok de studio in maart 2016 onder meer Mary Parent en Cale Boyter aan. Beide producenten hadden een verleden bij MGM en waren mede-oprichters van het productiebedrijf Disruption Entertainment. Ze werden aangetrokken om voor Legendary producties te creëren die geschikt waren voor zowel de Amerikaanse als de internationale filmmarkt, inclusief de Chinese. Enkele maanden later, in november 2016, kocht Legendary de rechten op Dune.
In december 2016 raakte bekend dat het productiebedrijf Denis Villeneuve voor ogen had als regisseur. De Canadees had op dat ogenblik met Arrival (2016) en Blade Runner 2049 (2017) net twee sciencefictionfilms ingeblikt. Een maand later bevestigde Brian Herbert, zoon van Dune-bedenker Frank Herbert, via Twitter dat de film door Villeneuve zou geregisseerd worden. De regisseur noemde Dune zijn favoriete boek, samen met 1984 van George Orwell.
In april 2017 werd Eric Roth in dienst genomen om het script te schrijven. De scenarist had eerder al in een officieuze rol meegewerkt aan het script van Arrival. Een jaar later onthulde Villeneuve voor het eerst dat er plannen waren voor twee films. In mei 2018 bevestigde de regisseur dat het boek in twee films zou opgesplitst worden, maar dat de twee producties om budgettaire redenen niet gelijktijdig zouden opgenomen worden. Villeneuve verklaarde de keuze later in interview met Vanity Fair: "Ik ging niet akkoord om het boek te verfilmen in een enkele film. De wereld is te complex. Het is een wereld die zijn kracht puurt uit details."
Roth schreef het script, waarna Villeneuve het bewerkte. In november 2018 verklaarde Roth dat hij een versie van 200 pagina's geschreven had. Toen de studio vervolgens vroeg om het in te korten, verklaarde Roth dat hij daar niet toe in staat was. Uiteindelijk werd ook scenarist Jon Spaihts in dienst genomen om aan het script te werken. Sciencefictionauteur Kevin J. Anderson, die zelf enkele Dune-prequels schreef, werd tijdens de productie als adviseur ingeschakeld.
Voor de rest van de productie riep Villeneuve de hulp in van enkele crewleden met wie hij al meermaals had samengewerkt. Zo werden onder meer monteur Joe Walker en production designer Patrice Vermette in dienst genomen. Voor de special effects besloot de regisseur opnieuw samen te werken met Gerd Nefzer, Paul Lambert en Richard R. Hoover, die eerder al een Oscar hadden gewonnen voor Blade Runner 2049. Voor het camerawerk besloot Villeneuve niet opnieuw samen te werken met Roger Deakins, met wie hij eerder al Prisoners, Sicario en Blade Runner 2049 had gefilmd. Er werd gekozen voor de Australische cameraman Greig Fraser.

### Casting
In juli 2018 werd Timothée Chalamet gecast als het hoofdpersonage Paul Atreides. Enkele maanden later werd Rebecca Ferguson gecast als de moeder van Chalamets personage. De rest van de cast werd in de eerste maanden van 2019 samengesteld. Oscar Isaac en Zendaya werden in januari 2019 gecast als respectievelijk Leto I, de vader van de protagonist, en Chani. Diezelfde maand werd Stellan Skarsgård gecast als de slechterik Baron Harkonnen en werden ook Charlotte Rampling en Dave Bautista aan het project toegevoegd.
In februari 2019 werden ook Javier Bardem, Josh Brolin, Jason Momoa en David Dastmalchian gecast. Dastmalchian, Bautista en Brolin hadden eerder al met Villeneuve samengewerkt aan respectievelijk Prisoners, Blade Runner 2049 en Sicario. In maart 2019 werd de Taiwanese acteur Chang Chen gecast als dr. Yueh en raakte ook de casting van Stephen Henderson bekend.
Dr. Liet Kynes is in de oorspronkelijke roman een man. Omdat Villeneuve vond dat de cast te weinig vrouwen bevatte, werd het personage voor de film veranderd in een vrouw. De rol ging uiteindelijk naar Sharon Duncan-Brewster.

### Opnames
De opnames gingen op 18 maart 2019 van start. Wadi Rum (Jordanië) en de woestijn nabij Abu Dhabi (Verenigde Arabische Emiraten) werden als locatie gebruikt voor de fictieve woestijnplaneet Arrakis. De temperatuur op de set liep mede door de zware, rubberen kostuums van de acteurs soms op tot bijna 50 °C. De opnames in Jordanië eindigden eind april 2019, waarna de productie tot eind juli 2019 verhuisde naar de Origo Studios in Boedapest (Hongarije), waar Villeneuve eerder al Blade Runner 2049 had opgenomen.
Stellan Skarsgård werd voor zijn rol als Baron Harkonnen, die zo'n 150 kg weegt, uitgerust met rubberprotheses en speciale make-up om hem zwaarlijvig te maken. Het duurde dagelijks zo'n zeven uur om de make-up aan te brengen.
Plannen om in het voorjaar van 2020 bijkomende opnames te organiseren, werden vanwege de coronapandemie uitgesteld. De bijkomende opnames konden pas in augustus 2020 van start gaan in Boedapest.

## Postproductie
Ook de postproductie werd door de coronapandemie beïnvloed. Villeneuve leidde het afwerken van de film vanuit zijn thuisstad Montreal en onderhield via digitale communicatiemiddelen contact met zijn filmcrew die vanuit Los Angeles werkte. Op afstand werken vormde volgens de regisseur geen probleem voor de productie van de visuele effecten maar wel voor de montage van de film: "Het is de menselijke interactie, de spontaniteit en de energie in de kamer – ik miste het heel erg om niet in dezelfde kamer te zijn als mijn monteur. (...) De monteur is ook een psychiater: hij is de persoon die moet omgaan met mijn bezorgdheden, paniekaanvallen, angst en vreugde."

### Soundtrack
In maart 2019 raakte bekend dat de filmmuziek door Hans Zimmer zou gecomponeerd worden. Zimmer had ook de mogelijkheid om aan Tenet (2020) van Christopher Nolan mee te werken, maar koos voor Dune omdat hij een fan van het boek was. Zimmer werkte eerder al met Villeneuve samen aan Blade Runner 2049. Daarnaast werkte hij sinds 1988 ook al meermaals samen met monteur Joe Walker.

## Release en ontvangst
De Amerikaanse release was oorspronkelijk gepland voor 20 november 2020. In de zomer van 2019 werd de release met een maand uitgesteld, tot 18 december 2020. In oktober 2020 werd de release vanwege de coronapandemie met een jaar uitgesteld, tot 1 oktober 2021. Eind juni 2021 werd de film opnieuw uitgesteld tot 22 oktober 2021. De film zal aanvankelijk in de Verenigde Staten op zowel streamingdienst HBO Max als in de bioscoop uitgebracht worden.
De wereldpremière van Dune vond plaats op 3 september tijdens het filmfestival van Venetië. In Nederland werd de film op 16 september 2021 uitgebracht.
Op Rotten Tomatoes heeft Dune een waarde van 83% en een gemiddelde score van 7,60/10, gebaseerd op 381 recensies. Op Metacritic heeft de film een gemiddelde score van 74/100, gebaseerd op 65 recensies.
Op 26 oktober 2021 werd bekend gemaakt dat Denis Villeneuve groen licht had gekregen voor het maken van Dune: Part Two. Dit zou mede veroorzaakt zijn door de goede kijkcijfers van de film op HBO Max. De verwachte verschijningsdatum van de film was 20 oktober 2023.

## Prijzen en nominaties
| Jaar | Prijs                                      | Categorie                                                       | Genomineerde(n)                                                                                   | Uitslag     |
| ---- | ------------------------------------------ | --------------------------------------------------------------- | ------------------------------------------------------------------------------------------------- | ----------- |
| 2021 | TIFF Ebert Director Award                  | TIFF Ebert Director Award                                       | Denis Villeneuve                                                                                  | Gewonnen    |
| 2021 | Hollywood Music in Media Award             | Beste originele score in een sci-fi/fantasyfilm                 | Hans Zimmer                                                                                       | Gewonnen    |
| 2021 | National Board of Review                   | Top tien films van 2021                                         | Top tien films van 2021                                                                           | Gewonnen    |
| 2021 | People's Choice Award                      | Movie of the Year                                               | Movie of the Year                                                                                 | Genomineerd |
| 2021 | People's Choice Award                      | Drama Movie of the Year                                         | Drama Movie of the Year                                                                           | Genomineerd |
| 2021 | People's Choice Award                      | Drama Movie Star of the Year                                    | Timothée Chalamet                                                                                 | Genomineerd |
| 2021 | People's Choice Award                      | Drama Movie Star of the Year                                    | Jason Momoa                                                                                       | Genomineerd |
| 2022 | Golden Globe                               | Beste dramafilm                                                 | Beste dramafilm                                                                                   | Genomineerd |
| 2022 | Golden Globe                               | Beste regisseur                                                 | Denis Villeneuve                                                                                  | Genomineerd |
| 2022 | Golden Globe                               | Beste filmmuziek                                                | Hans Zimmer                                                                                       | Gewonnen    |
| 2022 | American Cinema Editors Award              | Beste bewerkte speelfilm - Dramatisch                           | Joe Walker                                                                                        | Genomineerd |
| 2022 | Visual Effects Society Award               | Uitstekende visuele effecten in een fotorealistische functie    | Paul Lambert, Brice Parker, Tristan Myles, Brian Connor & Gerd Nefzer                             | Gewonnen    |
| 2022 | Visual Effects Society Award               | Uitstekende gecreëerde omgeving in een fotorealistische functie | Rhys Salcombe, Seungjin Woo, Jeremie Touzery & Marc Austin (voor "Arrakeen City")                 | Genomineerd |
| 2022 | Visual Effects Society Award               | Uitstekend model in een fotorealistisch of geanimeerd project   | Marc Austin, Anna Yamazoe, Michael Chang & Rachael Dunk (voor "Royal Ornithopter")                | Gewonnen    |
| 2022 | Visual Effects Society Award               | Uitstekende effectsimulaties in een fotorealistische functie    | Gero Grimm, Ivan Larinin, Hideki Okano & Zuny An (voor "Dunes of Arrakis")                        | Gewonnen    |
| 2022 | Visual Effects Society Award               | Uitstekende compositie en belichting in een functie             | Gregory Haas, Francesco Dell'Anna, Abhishek Chaturvedi & Cleve Zhu (voor "Attack on Arrakeen")    | Gewonnen    |
| 2022 | Visual Effects Society Award               | Uitstekende compositie en belichting in een functie             | Patrick Heinen, Jacob Maymudes, Tj Burke & James Jooyoung Lee (voor "Hologram and Hunter Seeker") | Genomineerd |
| 2022 | British Academy Film Award                 | Beste film                                                      | Beste film                                                                                        | Genomineerd |
| 2022 | British Academy Film Award                 | Beste bewerkte scenario                                         | Jon Spaihts, Denis Villeneuve & Eric Roth                                                         | Genomineerd |
| 2022 | British Academy Film Award                 | Beste camerawerk (cinematografie)                               | Greig Fraser                                                                                      | Gewonnen    |
| 2022 | British Academy Film Award                 | Beste montage                                                   | Joe Walker                                                                                        | Genomineerd |
| 2022 | British Academy Film Award                 | Beste filmmuziek                                                | Hans Zimmer                                                                                       | Gewonnen    |
| 2022 | British Academy Film Award                 | Beste productieontwerp                                          | Patrice Vermette & Zsuzsanna Sipos                                                                | Gewonnen    |
| 2022 | British Academy Film Award                 | Beste kostuums                                                  | Robert Morgan & Jacqueline West                                                                   | Genomineerd |
| 2022 | British Academy Film Award                 | Beste grime en haarstijl                                        | Love Larson & Donald Mowat                                                                        | Genomineerd |
| 2022 | British Academy Film Award                 | Beste geluid                                                    | Mac Ruth, Mark Mangini, Doug Hemphill, Theo Green & Ron Bartlett                                  | Gewonnen    |
| 2022 | British Academy Film Award                 | Beste visuele effecten                                          | Brian Connor, Paul Lambert, Tristan Myles & Gerd Nefzer                                           | Gewonnen    |
| 2022 | British Academy Film Award                 | Beste casting                                                   | Francine Maisler                                                                                  | Genomineerd |
| 2022 | Critics Choice Award                       | Beste film                                                      | Beste film                                                                                        | Genomineerd |
| 2022 | Critics Choice Award                       | Beste regisseur                                                 | Denis Villeneuve                                                                                  | Genomineerd |
| 2022 | Critics Choice Award                       | Beste bewerkt script                                            | Denis Villeneuve, Eric Roth & Jon Spaihts                                                         | Genomineerd |
| 2022 | Critics Choice Award                       | Beste camerawerk                                                | Greig Fraser                                                                                      | Genomineerd |
| 2022 | Critics Choice Award                       | Beste productieontwerp                                          | Patrice Vermette & Zsuzsanna Sipos                                                                | Gewonnen    |
| 2022 | Critics Choice Award                       | Beste montage                                                   | Joe Walker                                                                                        | Genomineerd |
| 2022 | Critics Choice Award                       | Beste kostuumontwerp                                            | Jacqueline West & Robert Morgan                                                                   | Genomineerd |
| 2022 | Critics Choice Award                       | Beste filmmuziek                                                | Hans Zimmer                                                                                       | Gewonnen    |
| 2022 | Critics Choice Award                       | Beste grime en haarstijl                                        | Beste grime en haarstijl                                                                          | Genomineerd |
| 2022 | Critics Choice Award                       | Beste visuele effecten                                          | Beste visuele effecten                                                                            | Gewonnen    |
| 2022 | American Society of Cinematographers Award | Uitstekende prestatie in cinematografie in speelfilm            | Greig Fraser                                                                                      | Gewonnen    |
| 2022 | Writers Guild of America Award             | Beste bewerkte scenario                                         | Jon Spaihts, Denis Villeneuve & Eric Roth                                                         | Genomineerd |
| 2022 | Academy Award                              | Beste film                                                      | Beste film                                                                                        | Genomineerd |
| 2022 | Academy Award                              | Beste bewerkte scenario                                         | Jon Spaihts, Denis Villeneuve & Eric Roth                                                         | Genomineerd |
| 2022 | Academy Award                              | Beste filmmuziek                                                | Hans Zimmer                                                                                       | Gewonnen    |
| 2022 | Academy Award                              | Beste camerawerk (cinematografie)                               | Greig Fraser                                                                                      | Gewonnen    |
| 2022 | Academy Award                              | Beste montage                                                   | Joe Walker                                                                                        | Gewonnen    |
| 2022 | Academy Award                              | Beste kostuumontwerp                                            | Jacqueline West & Bob Morgan                                                                      | Genomineerd |
| 2022 | Academy Award                              | Beste geluid                                                    | Mac Ruth, Mark A. Mangini, Theo Green,Doug Hemphill & Ron Bartlett                                | Gewonnen    |
| 2022 | Academy Award                              | Beste productieontwerp                                          | Patrice Vermette & Zsuzsanna Sipos                                                                | Gewonnen    |
| 2022 | Academy Award                              | Beste grime en haarstijl                                        | Donald Mowat, Love Larson & Eva Von Bahr                                                          | Genomineerd |
| 2022 | Academy Award                              | Beste visuele effecten                                          | Paul Lambert, Tristan Myles, Brian Connor & Gerd Nefzer                                           | Gewonnen    |
| 2022 | Satellite Award                            | Beste dramafilm                                                 | Beste dramafilm                                                                                   | Genomineerd |
| 2022 | Satellite Award                            | Beste regisseur                                                 | Denis Villeneuve                                                                                  | Genomineerd |
| 2022 | Satellite Award                            | Beste bewerkt script                                            | Denis Villeneuve, Eric Roth & Jon Spaihts                                                         | Genomineerd |
| 2022 | Satellite Award                            | Beste montage                                                   | Joe Walker                                                                                        | Gewonnen    |
| 2022 | Satellite Award                            | Beste cinematografie                                            | Greig Fraser                                                                                      | Gewonnen    |
| 2022 | Satellite Award                            | Beste soundtrack                                                | Hans Zimmer                                                                                       | Gewonnen    |
| 2022 | Satellite Award                            | Beste kostuums                                                  | Jacqueline West                                                                                   | Genomineerd |
| 2022 | Satellite Award                            | Beste Art Direction en Production Design                        | Patrice Vermette, Richard Roberts & Zsuzsanna Sipos                                               | Genomineerd |
| 2022 | Satellite Award                            | Beste visuele effecten                                          | Paul Lambert, Tristan Myles, Brian Connor & Gerd Nefzer                                           | Gewonnen    |
| 2022 | Satellite Award                            | Beste geluidseffecten                                           | Mac Ruth, Mark A. Mangini, Theo Green, Doug Hemphill & Ron Bartlett                               | Genomineerd |
| 2022 | Grammy Award                               | Best Score Soundtrack for Visual Media                          | Hans Zimmer                                                                                       | Genomineerd |

## Spin-offs
In februari 2019 raakte bekend dat er naast een film ook Dune-computerspelen zouden ontwikkeld worden door Legendary. Vier maanden later werd ook aangekondigd dat Denis Villeneuve een spin-offserie over de Bene Gesserit, de fictieve vrouwenorde uit de boeken van Frank Herbert, zou regisseren. De reeks, getiteld Dune: The Sisterhood, zal in de Verenigde Staten uitgebracht worden door HBO Max, de streamingdienst van WarnerMedia.